# Elvira Osirnig
Elvira Osirnig   (Silvaplana, 14 de març de 1908 - Baar, 7 de febrer de 2000) va ser una esquiadora alpina suïssa que va competir durant les dècades de 1930 i 1940.
Educada en el dialecte engiadinès, no va ser fins a la secundària, que va fer a Basilea, quan va aprendre alemany suís. Posteriorment es graduà com a intèrpret, amb coneixements d'alemany, francès, italià, castellà i anglès.
Va començar a esquiar als 20 anys i ben aviat va destacar. Va formar part de la selecció nacional suïssa entre 1933 i 1945 i va aconseguir al voltant de 200 places de podi, entre ells quatre campionats nacionals suïssos, dos d'austríacs i un de francès. Va prendre part en tres edicions del Campionat del Món d'esquí alpí, el 1935, 1936 i 1937. Als de 1936, disputats a Innsbruck, va guanyar dues medalles de plata.